# عبده محمد المخلافي
عبده محمد علي نعمان المخلافي (1937 - 1969)، ولد في قرية السدري في بلاد المخلاف في محافظة تعز، عام 1356هـ الموافق 1937 م، أحد أبرز مؤسسي الإخوان المسلمون في اليمن.

## السيرة
مكث في مكة خمس سنوات؛ حصل فيها على الشهادة الابتدائية من المدرسة الرحمانية، وأجاد بعض العلوم، ثم رحل من ميناء جدة إلى مدينة (بورسعيد) فإلى القاهرة، التحق بالأزهر الشريف في الصف الثالث الابتدائي حسب نظام الأزهر القديم؛ فحصل على الشهادة الإعدادية، واشترك في كثير من الأنشطة الطلابية، وكاد أن يتم المرحلة الثانوية لولا أنه ألقي القبض عليه بسبب التحاقه بجماعة الإخوان المسلمين التي كانت محظورة في مصر، وهو النواة الأولى لتنظيم جماعة الإخوان في محافظة تعز.

## عودته إلى اليمن
بعد قيام ثورة 26 سبتمبر عاد إلى مدينة صنعاء حيث استقبله الأستاذ (قاسم غالب أحمد)، وزير التربية والتعليم الذي ألحقه بالعمل في التربية في المركز الإسلامي في مدينة تعز، ثم تم تعيينه في إحدى مدارس مدينة تعز؛ حيث بدأ نشاطه الدعوي؛ فاشتهر أمره بين الناس، وكثر أتباعه، فعمل على إلقاء المحاضرات في المساجد، كما عمل على إحياء خطب الجمعة من خلال تنقيتها من المواضيع التقليدية وطرق موضوعات معاصرة، وإلى جانب ذلك كتب في بعض الصحف.
ثم عيّن مديرا عامًّا للتربية والتعليم في مدينة تعز سنة 1966، ثم اعتقل في نفس العام، ثم خرج من السجن وعمل مدرسًا في مدرسة ثانوية في مدينة تعز، ثم أعيد مديرا عامًّا للتربية في مدينة تعز، بناء على مطالب شعبية واسعة، فعرف بالنظام والصرامة، وحقق نجاحات ملموسة في مجال التعليم؛ مما أوغر عليه صدور الكثيرين ممن يختلفون معه إيدلوجيًّا فلاقى بسبب ذلك متاعب جمة، وأثيرت حوله الشبه والدعايات، ونظّمت المظاهرات، وفي سنة 1968 عين عضوا في المجلس الوطني، فقدّم استقالته من إدارة التربية والتعليم في مدينة تعز. واختير في لجنة صياغة الدستور، واستقر في مدينة صنعاء.

## مع المقاومة الشعبية
في أيام حصار السبعين الثورة للعاصمة صنعاء انضم إلى صفوف المقاومة وعين نائباً لقائد المقاومة الشعبية في لواء تعز.

## استشهاده
توفي أثناء سفره من مدينة صنعاء إلى مدينة تعز في يوم الأحد من شهر مايو سنة 1389هـ 1969م في حادث مروري غامض، وكان معه على نفس السيارة صديقه عضو المجلس الوطني صادق بن منصور بن نصر، وقد توفي في إحدى مستشفيات مدينة صنعاء عقب نقلهما إليها.